# ムグラ
ムグラ（葎）は、密生し藪をつくる草。荒地や湿地などに雑草として生える。ウグラ、モグラとも。
茎に刺が生えているものが多い（トゲナシムグラのような例外もある）。種子には鉤状の小刺があり、ひっつき虫となる。
アカネ科アカネ亜科フタバムグラ属を中心に近縁の数属に、ムグラを和名に含む種がある。ただし、特定のタクソンや系統を指す言葉ではなく、たとえばフタバムグラ属にはほかにキヌタソウ類やカワラマツバ類も含まれる。またカナムグラはアカネ科ではない。
人が訪れず荒れ果てたさまを表すのにムグラの言葉が使われる。

## ムグラを和名に含む種
- アカネ科アカネ亜科
  - アカネ属
    - アカネムグラ（茜葎） Rubia jesoensis

  - オオフタバムグラ属
    - オオフタバムグラ（大双葉葎） Diodia teres
    - メリケンムグラ（米利堅葎） Diodia virginiana

  - クルマバソウ属
    - ウスユキムグラ Asperula trifida

  - ハナヤエムグラ属
    - ハナヤエムグラ（花八重葎） Sherardia arvensis

  - ハリフタバ属
    - ナガバハリフタバムグラ（長葉針双葉葎） Spermacoce laevis syn. Borreria laevis

  - フタバムグラ属
    - ソナレムグラ（磯馴葎） Hedyotis biflora
    - コバンムグラ（小判葎） Hedyotis chrysotricha
    - フタバムグラ（双葉葎） Hedyotis diffusa
    - シマソナレムグラ（島磯馴葎） Hedyotis racemosa
    - オオソナレムグラ（大磯馴葎） Hedyotis strigulosa

  - ヤエムグラ属
    - エゾノヨツバムグラ（蝦夷四葉葎） Galium kamtschaticum
    - エゾムグラ（蝦夷葎） Galium dahuricum
    - オオバノヤエムグラ Galium pseudo-asprellum
    - オククルマムグラ（奥車葎） Galium trifloriforme
    - キクムグラ（菊葎） Galium kikumugura
    - クルマムグラ（車葎） Galium japonicum
    - トゲナシムグラ（刺無葎） Galium mollugo
    - トゲナシヤエムグラ Galium spurium
    - ハナムグラ（花葎） Galium tokyoense
    - ヒメヨツバムグラ（姫四葉葎） Galium gracilens
    - ビンゴムグラ Galium pseudoasprellum
    - ホソバノヨツバムグラ（細葉四葉葎） Galium trifidum
    - ミナトムグラ Galium trichornutum
    - ミヤマムグラ（深山葎） Galium paradoxum
    - ヤエムグラ（八重葎） Galium spurium
    - ヤツガタケムグラ（八ヶ岳葎） Galium triflorum
    - ヤブムグラ（藪葎） Galium niewerthii
    - ヤマムグラ（山葎） Galium pogonanthum
    - ヨツバムグラ（四葉葎） Galium trachyspermum
    - リュウキュウヨツバムグラ（琉球四葉葎） Galium gracilens
- アサ科
  - カラハナソウ属
    - カナムグラ（鉄葎） Humulus japonicus